# The Bottom Line
The Bottom Line este o piesă a formației britanice Depeche Mode. Piesa a apărut pe albumul Ultra, în 1997.